# Holliwell Covered Bridge
Die Holliwell Covered Bridge ist eine historische ehemalige überdachte Straßenbrücke im Madison County, im US-Bundesstaat Iowa, in den Vereinigten Staaten. Die heute als Fußgängerbrücke ausgelegte Brücke, die sich etwa 6,5 Kilometer südöstlich von Winterset befindet, überspannt den Fluss Middle River.
Die 1880 in Holzverschalung fertiggestellte Brücke hat eine Spannweite sowie Länge von 37,1 Meter. Das Fundament ist aus Stahl, die Wände aus Holz und das Dach besteht hauptsächlich aus Metall. Die Konstruktionsweise besteht aus einem Gitterträger. Es ist die längste Brücke ihrer Art im Madison County. Ingenieur war Benton Jones.
Laut National Register of Historic Places besaß die Brücke von 1875 bis 1899 eine historische Relevanz und wurde 1995 saniert.
Die Holliwell Covered Bridge wurde am 28. August 1976 vom National Register of Historic Places mit der Nummer 76000789 als historisches Denkmal aufgenommen.